# Ōza 1956
L'Ōza 1956 è stata la quarta edizione del torneo goistico giapponese Ōza.

## Svolgimento
- W indica vittoria col bianco
- B indica vittoria col nero
- X indica la sconfitta
- +R indica che la partita si è conclusa per abbandono
- +N indica lo scarto dei punti a fine partita
- +F indica la vittoria per forfeit
- +T indica la vittoria per timeout
- +? indica una vittoria con scarto sconosciuto
- V indica una vittoria in cui non si conosce scarto e colore del giocatore

|  | Primo turno         | Primo turno         | Primo turno |  |  | Secondo turno   | Secondo turno   | Secondo turno   |       |                 | Semifinali      | Semifinali      | Semifinali |  |  | Finale | Finale | Finale |
|  |                     |                     |             |  |  |                 |                 |                 |       |                 |                 |                 |            |  |  |        |        |        |
|  | Minoru Kitani       | Minoru Kitani       | W+5,5       |  |  |                 |                 |                 |       |                 |                 |                 |            |  |  |        |        |        |
|  | Michiharu Sato      | Michiharu Sato      |             |  |  | Minoru Kitani   | Minoru Kitani   |                 |       |                 |                 |                 |            |  |  |        |        |        |
|  | Takeo Kajiwara      | Takeo Kajiwara      |             |  |  | Hosai Fujisawa  | Hosai Fujisawa  | B+13,5          |       |                 |                 |                 |            |  |  |        |        |        |
|  | Hosai Fujisawa      | Hosai Fujisawa      | V           |  |  |                 |                 |                 |       | Hosai Fujisawa  | Hosai Fujisawa  |                 |            |  |  |        |        |        |
|  | Kaoru Iwamoto       | Kaoru Iwamoto       |             |  |  |                 | Utaro Hashimoto | Utaro Hashimoto | B+2,5 |                 |                 |                 |            |  |  |        |        |        |
|  | Masao Sugiuchi      | Masao Sugiuchi      | V           |  |  | Masao Sugiuchi  | Masao Sugiuchi  |                 |       |                 |                 |                 |            |  |  |        |        |        |
|  | Hideyuki Fujisawa   | Hideyuki Fujisawa   |             |  |  | Utaro Hashimoto | Utaro Hashimoto | B+R             |       |                 |                 |                 |            |  |  |        |        |        |
|  | Utaro Hashimoto     | Utaro Hashimoto     | W+R         |  |  |                 |                 |                 |       |                 | Utaro Hashimoto | Utaro Hashimoto | 2          |  |  |        |        |        |
|  | Kaku Takagawa       | Kaku Takagawa       | B+5,5       |  |  |                 | Eio Sakata      | Eio Sakata      |       |                 |                 |                 |            |  |  |        |        |        |
|  | Masami Shinohara    | Masami Shinohara    |             |  |  | Kaku Takagawa   | Kaku Takagawa   |                 |       |                 |                 |                 |            |  |  |        |        |        |
|  | Toshihiro Shimamura | Toshihiro Shimamura |             |  |  | Shuchi Kubouchi | Shuchi Kubouchi | B+R             |       |                 |                 |                 |            |  |  |        |        |        |
|  | Shuchi Kubouchi     | Shuchi Kubouchi     | V           |  |  |                 |                 |                 |       | Shuchi Kubouchi | Shuchi Kubouchi |                 |            |  |  |        |        |        |
|  | Nobuaki Maeda       | Nobuaki Maeda       | B+R         |  |  |                 | Eio Sakata      | Eio Sakata      | B+R   |                 |                 |                 |            |  |  |        |        |        |
|  | Kazuo Sometani      | Kazuo Sometani      |             |  |  | Nobuaki Maeda   | Nobuaki Maeda   |                 |       |                 |                 |                 |            |  |  |        |        |        |
|  | Hidehiro Miyashita  | Hidehiro Miyashita  |             |  |  | Eio Sakata      | Eio Sakata      | B+R             |       |                 |                 |                 |            |  |  |        |        |        |
|  | Eio Sakata          | Eio Sakata          | W+?         |  |  |                 |                 |                 |       |                 |                 |                 |            |  |  |        |        |        |

## Finale
La finale è una sfida al meglio delle tre partite.